# Valence-d'Albigeois
Valence-d'Albigeois é uma comuna francesa na região administrativa da Occitânia, no departamento de Tarn. Estende-se por uma área de 20.47 km², e possui 1.308 habitantes, segundo o censo de 2018, com uma densidade de 64 hab/km².